# Hipparkhia
Hipparkhia (ógörögül: Ἱππαρχία), (i. e. 346 körül – i. e. 280 körül) a cinikusok iskolájához tartozó görög filozófusnő volt az i. e. 3. században.

## Élete
Hipparkhia a thrák Maróneia egyik előkelő és gazdag családjának tagja volt. Valószínűleg i.e. 340 és 330 között született. A filozófiával bátyja, Métroklész, a későbbi cinikus bölcselő ismertethette meg, aki először Arisztotelész, majd Kratész követője lett.
Hipparkhia családja ellenkezésére feleségül ment a nála idősebb, mások által testi hibáiért gyakran gúnyolt Kratészhez. Diogenész Laertiosz feljegyzése szerint azzal fenyegetőzött, hogy öngyilkos lesz, ha nem élhet választottjával. Ekkor szülei megkérték Kratészt, beszélje le Hipparkhiát a frigyről. A filozófus beleegyezett, és meztelenül mutatkozott Hipparkhia előtt, hogy az láthassa testi fogyatékosságait. Ez nem rettentette el a fiatal lányt, aki az anekdota szerint maga kérte meg leendő ura kezét.
Ezután együtt élt szegénységben a férjével az utcán. Egy másik anekdota szerint Kratésszel nyilvánosan szeretkezett, hogy így fejezze ki megvetését a fennálló rend és erkölcsiség ellen. Kratésznek és Hipparkhiának egy fia született, Pásziklész.

## Munkája
Hipparkhia életéről és tevékenységéről elsősorban Diogenész Laertiosz és Lucius Apuleius feljegyzéseiből tudunk, írása nem maradt fenn. A róla szóló történetekből kiderül, hogy korántsem élt olyan életet, amely a kor nőideáljává tette volna.
Neki tulajdonítják a következő szofizmát: „Ha Theodorosz nem igazságtalan, mikor egy bizonyos tettet elkövet, akkor Hipparkhia sem igazságtalan, ha ugyanezt teszi; ha Theodorosz nem igazságtalan, mert megüti Theodoroszt, Hipparkhia sem igazságtalan, ha megüti Theodoroszt.”

## Érdekességek
- Kratész és Hipparkhia házassága egészen szokatlan esemény a cinikusoknál, ugyanis az iskola filozófusai megvetettek minden társadalmi intézményt
- Egy pillangófaj viseli Hipparkhia nevét